# Grand Larousse universel
El Grand Larousse universel en quince volúmenes es un diccionario enciclopédico en francés, editado por Larousse, publicado por primera vez como Gran Diccionario encyclopédique Larousse (GDEL) en 10 volúmenes entre 1982 y 1985.
Como su predecesor, el Grand Larousse encyclopédique, se trata a la vez de un diccionario, orientado en el estudio y la presentación de las palabras de la lengua francesa, y de una enciclopedia, centrada en la revisión de las diferentes ramas del conocimiento.

## Historia
El Grand Larousse encyclopédique  fue completamente revisado a finales de los años 1970.
Completado y actualizado, el nuevo diccionario enciclopédico, publicado como Grand Dictionnaire encyclopédique Larousse (GDEL) en 10 volúmenes, contiene aproximadamente 100 000 nombres comunes, 80 000 nombres propios y 25 000 ilustraciones. Desde 1982, esta versión también se imprimió en 15 volúmenes y contiene desplegables temáticos llamados «trípticos» (3 hojas).
La edición revisada y corregida de septiembre de 1989, publicada en 1991, pasó a llamarse Grand Larousse universal (GLU), se dividió en 15 volúmenes, los «trípticos» ya no existen, así como, en las siguientes ediciones.
Al principio de los años 1990, los suscriptores del Grand Larousse Universel podían adquirir un volumen de actualización llamado Suplemento.
De 1993 a 1998 se publicó el Grand Larousse annuel. Le livre de l'année (El libro del año), un volumen enciclopédico que recogía los acontecimientos del año anterior en todas las disciplinas. A partir de 1999, el formato y el contenido cambiaron nuevamente: se conserva la presentación de un volumen del GLU, Le Livre de l'année se convirtió en una edición derivada del Journal de l'année publicado desde 1967. La publicación del suplemento de actualización anual cesó en 2004.